# Pseudopanthera completa
Pseudopanthera completa là một loài bướm đêm trong họ Geometridae.